# Awake (Godsmackov album)
Awake je drugi studijski album američkog hard rock/heavy metal sastava Godsmack, objavljen 31. listopada 2000. Jedini je Godsmackov album s bubnjarom Tommyjem Stewartom. 
Jedan je od najpopularnijih albuma skupine. Do danas je prodan u oko 2.000.000 primjeraka u SAD-u. Ondje je u prvom tjednu objave prodan u više od 256.000 primjeraka i završio je na 5. mjestu ljestvice Billboard 200.

## Popis pjesama
| 1.    | »Sick of Life« | 3:51 |
| 2.    | »Awake«        | 5:04 |
| 3.    | »Greed«        | 3:29 |
| 4.    | »Bad Magick«   | 4:17 |
| 5.    | »Goin' Down«   | 3:24 |
| 6.    | »Mistakes«     | 5:58 |
| 7.    | »Trippin'«     | 4:56 |
| 8.    | »Forgive Me«   | 4:18 |
| 9.    | »Vampires«     | 3:47 |
| 10.   | »The Journey«  | 0:49 |
| 11.   | »Spiral«       | 5:36 |
| 45:29 |                |      |

## Zasluge
Godsmack
- Sully Erna – vokal, gitara
- Tony Rombola – gitara
- Robbie Merrill – bas-gitara
- Tommy Stewart – bubnjevi